# Пам'ятники Пушкіну в Донецьку
У Донецьку встановлено кілька пам'ятників Олександру Сергійовичу Пушкіну. Також в Донецьку встановлено кілька скульптурних композицій пушкінським літературним персонажам.

## Скульптури Пушкіна

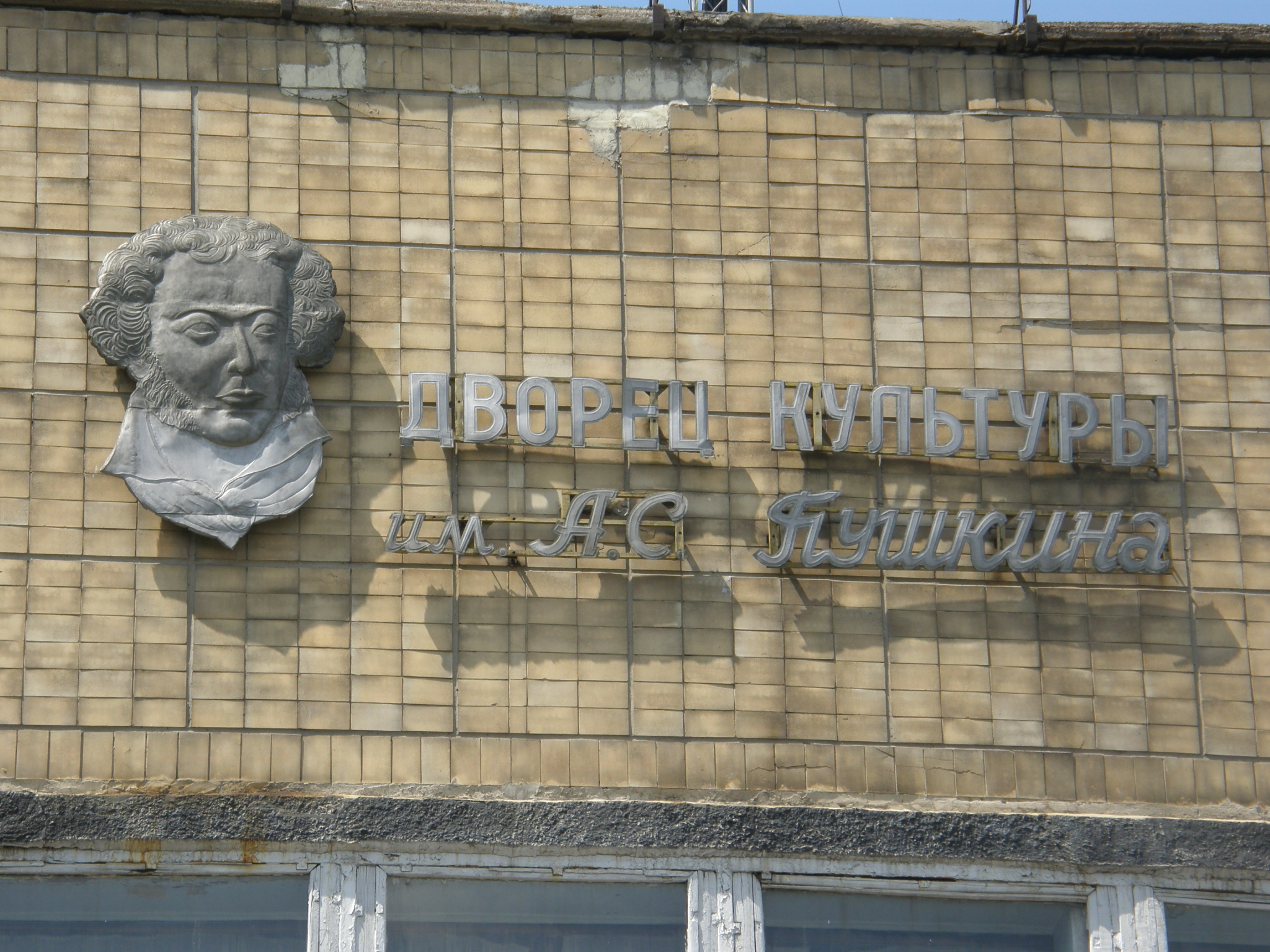
Пам'ятник у ДК Пушкіна
У 1959 році у Будинку Культури імені Пушкіна був встановлений пам'ятник Пушкіну. Пам'ятник являє собою фігуру у повний зріст. Постамент з залізо-бетону і цегли. Має статус пам'ятки історії місцевого значення (№ 99), взято на державний облік 17.12.1969 р. рішенням № 724. У квітні 2012 року вандали відбили цього пам'ятника руки. Міська влада пообіцяла відновити пам'ятник, що перебуває в аварійному стані.

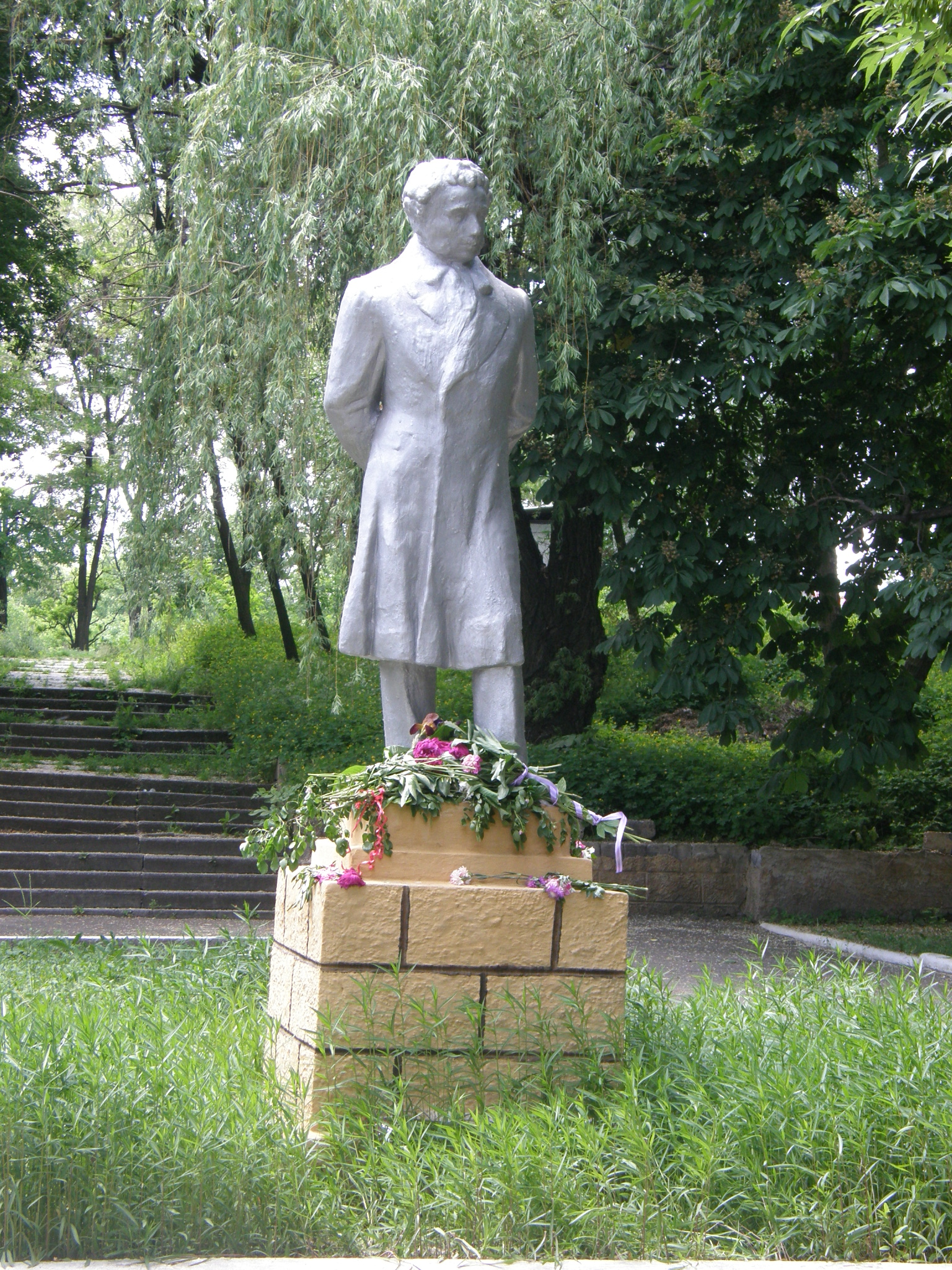
Пам'ятник Пушкіну в Будьонівському районі Донецька

Пам'ятник у парку заводу хімреактивів
У 1963 році в парку заводу хімреактивів був встановлений пам'ятник Пушкіну. Пам'ятник являє собою фігуру у повний зріст. Постамент з залізо-бетону і цементованної цегли. Автор пам'ятника — скульптор Казанська Л. П.

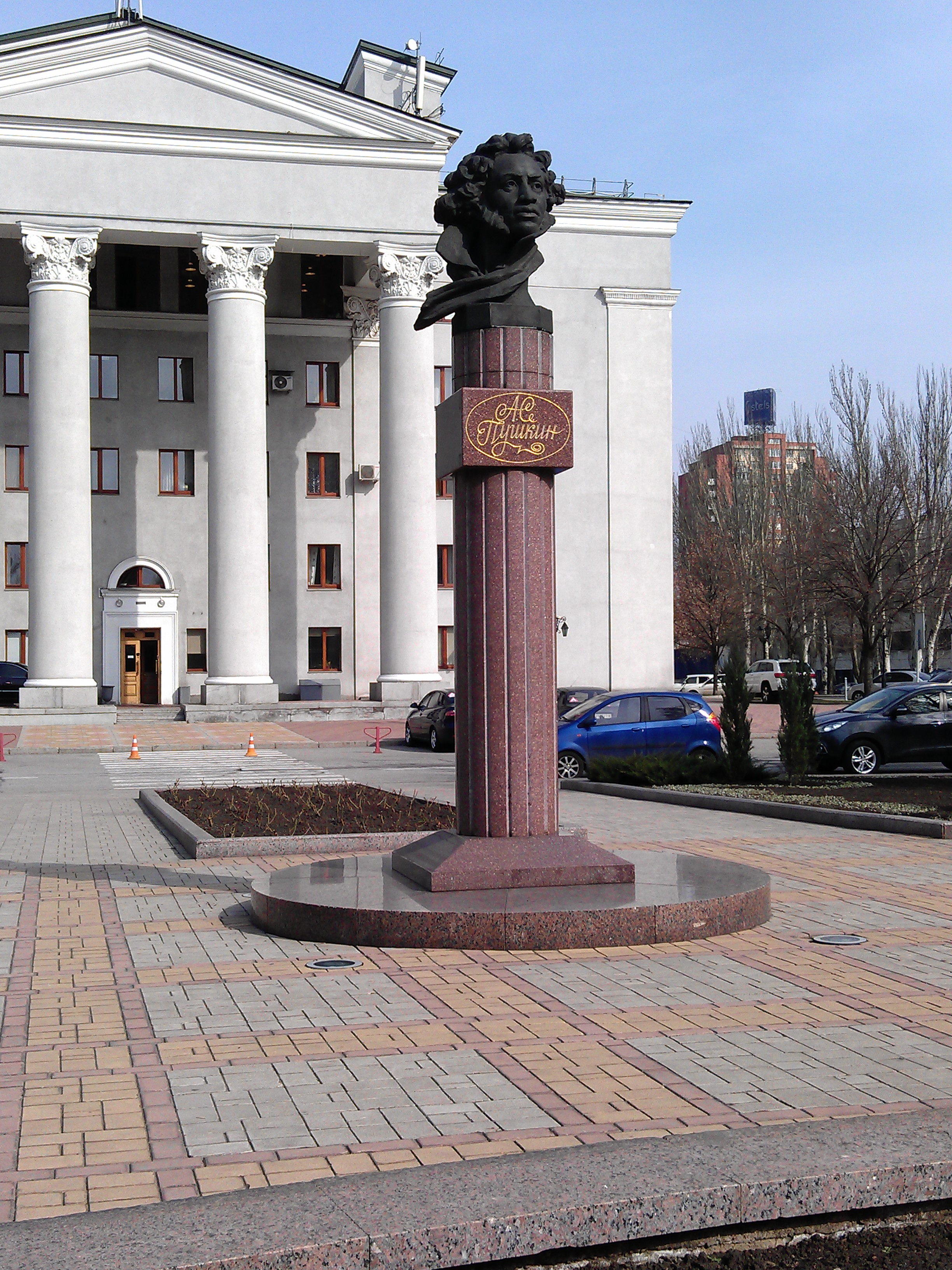
Пам'ятник біля драмтеатру
14 червня 1969 року був відкритий пам'ятник Пушкіну на бульварі Пушкіна у Донецького академічного українського музично-драматичного театру. Автори пам'ятника — скульптор Наум Абрамович Гінзбург і архітектор Я. І. Томилло[9]. Пам'ятник являє собою бронзовий бюст. Висота погруддя — 1.2 м. Бюст був відлитий на Рутченківському рудоремонтному заводі гірничого обладнання. Бюст був встановлений на чотирикутній постаменті з чотирьох прямокутних блоків, облицьованих плитами чорного граніту. Розміри постаменту — 3,0×0.2×0.8 м. У 2000-х роках цей постамент замінили на інший у вигляді колони. На лицьовій стороні постаменту розташоване факсиміле Пушкіна. На першому постаменті нижче факсиміле були вказані дати життя поета. Відкриття пам'ятника було приурочено до 170-річчя з дня народження поета і 100-річчю Донецька. Навколо пам'ятника розбитий сквер.
На відкритті був присутній секретар міського комітету партії Н. Дранко. Він виголосив промову: " Сьогодні жителі Донецька вітають появу нового почесного громадянина міста металургів і шахтарів — Олександра Сергійовича Пушкіна! Ми щиро і сердечно скажімо сьогодні чудовому поетові: «Здрастуй, Пушкін! Ласкаво просимо в наше місто!» "
Пам'ятник біля ресторану «Пушкін»
6 червня 2012 року біля ресторану «Пушкін» на бульварі імені Пушкіна була встановлена скульптурна композиція, що зображає поета, який сидів на лавочці.
Інші скульптури
У донецькому театрі опери і балету є скульптура Олександра Пушкіна в повний зріст. На будівлі донецької обласної бібліотеки імені Крупської є горельєф Олександра Пушкіна роботи Наума Абрамовича Гінзбурга.